# Dinochloa
Dinochloa är ett släkte av gräs. Dinochloa ingår i familjen gräs.

## Dottertaxa tillDinochloa, i alfabetisk ordning[1]
- Dinochloa acutiflora
- Dinochloa alata
- Dinochloa albociliata
- Dinochloa andamanica
- Dinochloa aopaensis
- Dinochloa barbata
- Dinochloa cordata
- Dinochloa darvelana
- Dinochloa dielsiana
- Dinochloa elmeri
- Dinochloa erecta
- Dinochloa glabrescens
- Dinochloa hirsuta
- Dinochloa kostermansiana
- Dinochloa luconiae
- Dinochloa macclellandii
- Dinochloa malayana
- Dinochloa matmat
- Dinochloa morowaliensis
- Dinochloa nicobariana
- Dinochloa obclavata
- Dinochloa oblonga
- Dinochloa orenuda
- Dinochloa palawanensis
- Dinochloa petasiensis
- Dinochloa prunifera
- Dinochloa pubiramea
- Dinochloa robusta
- Dinochloa scabrida
- Dinochloa scandens
- Dinochloa sepang
- Dinochloa sipitangensis
- Dinochloa sublaevigata
- Dinochloa trichogona
- Dinochloa truncata
- Dinochloa utilis